# آلفرد وایدنمن
آلفرد وایدنمن (آلمانی: Alfred Weidenmann; ‏۱۰ مهٔ ۱۹۱۶ – ۹ ژوئن ۲۰۰۰) کارگردان فیلم و فیلم‌نامه‌نویس اهل آلمان بود.
وی همچنین برندهٔ جوایزی همچون جایزه فیلم آلمان شده‌است. وایدنمن کارگردان فیلم‌هایی همچون کاناریس، من و شما و شلیک در میزان سه‌چهارم بوده‌است.